# Liga Turca de Basquetebol de 2022-23
A Temporada 2022–23 da Basketbol Süper Ligi foi a 57ª edição da principal competição de basquetebol masculino na Turquia ser disputada a partir de 30 de setembro de 2022. A competição é nomeada oficialmente Türkiye Sigorta Basketball Süper Ligi em virtude de contrato de patrocinador principal com a empresa ING Group. A equipe do Anadolu Efes (antigo Efes Pilsen) defende seu título nacional, bem como sua hegemonia como maior campeão turco com 16 conquistas.

## Equipes participantes
| Clube                                          | Arena     | Localização                           |
| ---------------------------------------------- | --------- | ------------------------------------- |
| Aliağa Petkim Spor                             | Esmirna   | Aliağa Belediyesi ENKA Spor Salonu    |
| Anadolu Efes Istambul                          | Istambul  | Abdi İpekçi Arena                     |
| Ayos Konyaspor Basketbol                       | Cônia     | Ginásio Esportivo Selçuklu Belediyesi |
| Bahçeşehir Koleji                              | Istambul  | Akatlar Arena                         |
| Beşiktaş Emlakjet                              | Istambul  | Akatlar Arena                         |
| Darüşşafaka Lassa                              | Istambul  | Ayhan Şahenk Arena                    |
| Fenerbahçe Beko                                | Istambul  | Ülker Sports Arena                    |
| Frutti Extra Bursaspor                         | Bursa     | Ginásio Esportivo Bursa Ataturk       |
| Galatasaray NEF                                | Istambul  | Abdi İpekçi Arena                     |
| Gaziantep Basketbol                            | Gaziantep | Karataş Şahinbey Sport Hall           |
| Manisa Büyükşehir Belediyespor                 | Manisa    | Ginásio Esportivo Muradiye            |
| Onvo Büyükçekmece Basketbol                    | Istambul  | Gazanfer Bilge Sport Hall             |
| Pınar Karşıyaka                                | Esmirna   | Karşıyaka Arena                       |
| Tofaş                                          | Bursa     | Tofaş Nilüfer Spor Salonu             |
| Türk Telekom                                   | Ancara    | Ankara Arena                          |
| Yukatel Merkezefendi Belediyesi Denizli Basket | Denizli   | Pamukkale University Arena            |

|  |                                          |
|  | Promovidos da TB2L na temporada anterior |

## Classificação
| Pos. | Clube                                          | J  | V  | D  | P+   | P-   | SP   | P  | Classificação |
| ---- | ---------------------------------------------- | -- | -- | -- | ---- | ---- | ---- | -- | ------------- |
| 1    | Türk Telekom                                   | 30 | 25 | 5  | 2631 | 2331 | 300  | 55 | Playoffs      |
| 2    | Fenerbahçe Beko                                | 30 | 24 | 6  | 2596 | 2344 | 252  | 54 | Playoffs      |
| 3    | Anadolu Efes Istambul                          | 30 | 22 | 8  | 2653 | 2395 | 258  | 52 | Playoffs      |
| 4    | Pınar Karşıyaka                                | 30 | 21 | 9  | 2676 | 2571 | 105  | 51 | Playoffs      |
| 5    | Frutti Extra Bursaspor                         | 30 | 17 | 13 | 2507 | 2460 | 47   | 47 | Playoffs      |
| 6    | Darüşşafaka Lassa                              | 30 | 15 | 15 | 2487 | 2547 | -60  | 45 | Playoffs      |
| 7    | Tofaş                                          | 30 | 15 | 15 | 2487 | 2454 | 33   | 45 | Playoffs      |
| 8    | Galatasaray NEF                                | 30 | 14 | 16 | 2422 | 2441 | -19  | 44 | Playoffs      |
| 9    | Bahçeşehir Koleji                              | 30 | 13 | 17 | 2324 | 2384 | -60  | 43 |               |
| 10   | Onvo Büyükçekmece Basketbol                    | 30 | 13 | 17 | 2394 | 2482 | -88  | 43 |               |
| 11   | Manisa Büyükşehir Belediyespor                 | 30 | 12 | 18 | 2345 | 2491 | -146 | 42 |               |
| 12   | Aliağa Petkim Spor                             | 30 | 12 | 18 | 2375 | 2542 | -167 | 42 |               |
| 13   | Yukatel Merkezefendi Belediyesi Denizli Basket | 30 | 11 | 19 | 2385 | 2545 | -160 | 41 |               |
| 14   | Beşiktaş Emlakjet                              | 30 | 10 | 20 | 2457 | 2477 | -20  | 40 |               |
| 15   | Gaziantep Basketbol                            | 30 | 9  | 21 | 2297 | 2420 | -123 | 39 | Rebaixados    |
| 16   | Ayos Konyaspor Basketbol                       | 30 | 7  | 23 | 2375 | 2527 | -152 | 37 | Rebaixados    |

fonte:tbf.org.tr

## Temporada Regular
| Casa\Visitante                                 | ALI    | ANA    | KON    | BAH   | BES    | DAR    | FEN    | FRU   | GAL    | GAZ    | MAN   | BUY     | PIN     | TOF    | TÜR     | DEN    |
| ---------------------------------------------- | ------ | ------ | ------ | ----- | ------ | ------ | ------ | ----- | ------ | ------ | ----- | ------- | ------- | ------ | ------- | ------ |
| Aliağa Petkim Spor                             |        | 79-89  | 96-85  | 77-69 | 97-83  | 85-88  | 71-76  | 80-72 | 66-84  | 80-79  | 84-90 | 79-75   | 90-85   | 85-95  | 70-89   | 94-87  |
| Anadolu Efes Istambul                          | 90-64  |        | 88-83  | 97-68 | 104-88 | 88-78  | 96-91  | 82-63 | 77-68  | 77-73  | 78-69 | 97-98   | 111-112 | 84-76  | 102-87  | 96-77  |
| Ayos Konyaspor Basketbol                       | 89-84  | 83-99  |        | 72-77 | 60-77  | 83-73  | 61-62  | 87-99 | 76-73  | 78-76  | 87-91 | 75-85   | 71-82   | 80-66  | 75-84   | 91-92  |
| Bahçeşehir Koleji                              | 71-61  | 62-73  | 90-77  |       | 86-83  | 79-84  | 87-93  | 69-74 | 79-86  | 78-73  | 89-85 | 92-77   | 78-73   | 89-84  | 72-77   | 79-78  |
| Beşiktaş Emlakjet                              | 84-85  | 86-99  | 82-90  | 67-71 |        | 98-84  | 72-81  | 93-87 | 85-78  | 107-74 | 73-76 | 107-69  | 81-92   | 105-85 | 75-91   | 70-59  |
| Darüşşafaka Lassa                              | 75-94  | 80-83  | 72-70  | 76-69 | 100-93 |        | 73-79  | 98-92 | 68-66  | 78-74  | 95-84 | 92-81   | 71-87   | 88-82  | 79-97   | 93-80  |
| Fenerbahçe Beko                                | 101-96 | 93-90  | 85-71  | 78-72 | 95-80  | 95-82  |        | 84-82 | 86-64  | 100-50 | 92-78 | 82-69   | 100-88  | 82-68  | 75-82   | 79-72  |
| Frutti Extra Bursaspor                         | 92-85  | 88-86  | 74-63  | 81-87 | 88-74  | 97-71  | 84-100 |       | 88-93  | 85-82  | 96-85 | 91-103  | 106-99  | 77-92  | 79-63   | 95-73  |
| Galatasaray NEF                                | 74-82  | 70-80  | 100-88 | 94-90 | 67-74  | 71-65  | 91-97  | 91-80 |        | 77-54  | 84-79 | 82-92   | 70-72   | 90-76  | 106-100 | 83-100 |
| Gaziantep Basketbol                            | 86-55  | 82-106 | 85-81  | 69-60 | 76-82  | 95-99  | 68-76  | 50-69 | 96-78  |        | 87-73 | 79-61   | 77-84   | 77-83  | 77-76   | 80-78  |
| Manisa Büyükşehir Belediyespor                 | 86-78  | 74-95  | 79-80  | 81-89 | 73-66  | 73-92  | 58-93  | 82-87 | 85-72  | 69-65  |       | 87-74   | 80-76   | 82-76  | 50-77   | 90-75  |
| Onvo Büyükçekmece Basketbol                    | 89-73  | 83-76  | 92-77  | 69-67 | 82-69  | 70-83  | 80-85  | 85-87 | 63-67  | 71-68  | 69-78 |         | 85-72   | 94-81  | 92-100  | 89-81  |
| Pınar Karşıyaka                                | 96-75  | 98-83  | 95-89  | 86-82 | 94-90  | 101-76 | 102-98 | 81-80 | 103-91 | 96-91  | 79-76 | 104-102 |         | 72-83  | 77-85   | 92-76  |
| Tofaş                                          | 78-65  | 66-63  | 79-76  | 92-79 | 80-72  | 94-93  | 94-89  | 82-83 | 81-83  | 78-88  | 90-69 | 92-53   | 81-86   |        | 91-94   | 90-79  |
| Türk Telekom                                   | 115-69 | 85-70  | 99-93  | 87-68 | 79-67  | 90-87  | 83-72  | 84-63 | 106-91 | 90-75  | 98-84 | 82-66   | 92-83   | 89-77  |         | 82-71  |
| Yukatel Merkezefendi Belediyesi Denizli Basket | 70-79  | 71-94  | 91-84  | 80-76 | 75-74  | 97-94  | 80-77  | 56-68 | 53-78  | 95-91  | 95-79 | 77-76   | 101-109 | 88-95  | 78-68   |        |

fonte: resultados extraídos de tbf.org.tr, podendo ser conferidos em eurobasket.com/Turkey

## Playoffs

### Quartas de final
| Time 1                | Série | Time 2                 | 1º Jogo  | 2º Jogo | 3º Jogo |
| --------------------- | ----- | ---------------------- | -------- | ------- | ------- |
| Türk Telekom          | 2 - 1 | Galatasaray NEF        | 94 - 85  | 71 - 86 | 94 - 77 |
| Pınar Karşıyaka       | 2 - 0 | Frutti Extra Bursaspor | 91 - 83  | 92 - 76 | -       |
| Fenerbahçe Beko       | 2 - 0 | Tofaş                  | 93 - 78  | 98 - 87 | -       |
| Anadolu Efes Istambul | 2 - 0 | Darüşşafaka Lassa      | 104 - 94 | 86 - 84 | -       |

### Semifinal
| Time 1          | Série | Time 2                | 1º Jogo  | 2º Jogo | 3º Jogo | 4º Jogo | 5º Jogo |
| --------------- | ----- | --------------------- | -------- | ------- | ------- | ------- | ------- |
| Türk Telekom    | 1 - 3 | Pınar Karşıyaka       | 98 - 94  | 81 - 92 | 81 - 84 | 90 - 94 | -       |
| Fenerbahçe Beko | 1 - 3 | Anadolu Efes Istambul | 108 - 66 | 90 - 92 | 91 - 97 | 78 - 87 | -       |

### Final
| Time 1          | Série | Time 2                | 1º Jogo | 2º Jogo | 3º Jogo | 4º Jogo | 5º Jogo |
| --------------- | ----- | --------------------- | ------- | ------- | ------- | ------- | ------- |
| Pınar Karşıyaka | 0 - 3 | Anadolu Efes Istambul | 78 - 82 | 68 - 85 | 74 - 83 |         |         |

## Campeões
| BSL 2022–23 Campeões     |
| ------------------------ |
| Anadolu Efes 16 º Título |

## Clubes turcos em competições internacionais
| Clube                  | Competição        | Resultado                                                                                  |
| ---------------------- | ----------------- | ------------------------------------------------------------------------------------------ |
| Anadolu Efes           | EuroLiga          | Eliminado - na temporada regular como 11º colocado (17 vitórias e 17 derrotas)             |
| Fenerbahçe             | EuroLiga          | Eliminado - nas quartas de finais para Olympiacos (2-3; 68-79, 82-78, 71-72, 73-69, 72-84) |
| Frutti Extra Bursaspor | EuroCopa          | Eliminado - nas oitavas de finais para Gran Canaria                                        |
| Türk Telekom           | EuroCopa          | Finalista vencido por Gran Canaria                                                         |
| Galatasaray            | Liga dos Campeões | Eliminado - como 3º colocado no Gr.K com 2 vitórias e 4 derrotas                           |
| Darüşşafaka            | Liga dos Campeões | Eliminado - como 3º colocado no Gr.L com 2 vitórias e 4 derrotas                           |
| Bahçeşehir Koleji      | Liga dos Campeões | Eliminado - como 3º colocado no Gr.L com 2 vitórias e 4 derrotas                           |
| Pınar Karşıyaka        | Liga dos Campeões | Eliminado - como 4º colocado no Gr.J com 0 vitórias e 6 derrotas                           |
| Tofaş                  | Liga dos Campeões | Eliminado - nos Play-ins para AEK Atenas (0-2; 70-73, 82-85)                               |
| Beşiktaş               | Copa Europeia     | Eliminado nas classificatórias para Cholet Basket (62 - 93)                                |
| Gaziantep              | Copa Europeia     | Eliminado - nas Quartas de finais para Anwil Włocławek (1-1 (total 160-175))               |